# Trawinek zmienny
Trawinek zmienny (Ortygospiza atricollis) – gatunek małego ptaka z podrodziny astryldów (Estrildinae) w obrębie rodziny astryldowatych (Estrildidae); jedyny przedstawiciel rodzaju Ortygospiza. Występuje w Czarnej Afryce, nie jest zagrożony wyginięciem.

## Rozmieszczenie geograficzne
Trawinek zmienny występuje w Czarnej Afryce, zamieszkując w zależności od podgatunku:
- O. atricollis atricollis – trawinek zmienny[3] – południowa Mauretania i Senegal do Czadu i Kamerunu
- O. atricollis ansorgei – Gambia i południowy Senegal do Togo
- O. atricollis ugandae – południowy Sudan, Sudan Południowy, Uganda i zachodnia Kenia
- O. atricollis fuscocrissa – trawinek okularowy[3] – Erytrea i Etiopia
- O. atricollis muelleri – południowa Kenia do Angoli, Namibii i południowej Botswany
- O. atricollis smithersi – północno-wschodnia Zambia
- O. atricollis pallida – północna Botswana
- O. atricollis digressa – wschodnie Zimbabwe, południowy Mozambik i Południowa Afryka
- O. atricollis gabonensis – trawinek czarnobrody[3] – Gabon do środkowej Demokratycznej Republiki Konga
- O. atricollis fuscata – północna Angola, południowa Demokratyczna Republika Konga i północno-zachodnia Zambia
- O. atricollis dorsostriata – wschodnia Demokratyczna Republika Konga oraz południowa i zachodnia Uganda

## Morfologia
Długość ciała 9–10 cm, masa ciała 9–12,4 g.

## Status zagrożenia
W Czerwonej księdze gatunków zagrożonych IUCN trawinek zmienny jest klasyfikowany jako gatunek najmniejszej troski (LC, ang. Least Concern). Liczebność populacji nie została oszacowana, ale ptak ten opisywany jest jako pospolity lub lokalnie pospolity. Ze względu na brak dowodów na spadki liczebności bądź istotne zagrożenia dla gatunku BirdLife International ocenia trend liczebności populacji jako prawdopodobnie stabilny.